# ピークスキル暴動
ピークスキル暴動（ピークスキルぼうどう、Peekskill Riots）は、1949年にアメリカ合衆国で発生した反共・反黒人・反ユダヤ主義者の暴動。
1949年8月27日、ニューヨーク州ピークスキル郊外で公民権運動に関わっていた公民権会議(Civil Rights Congress）のためのコンサートが予定されていた。このコンサートには運動内部で強固な姿勢をとり、また共産主義に共鳴していることで有名な黒人歌手ポール・ロブスンが参加するはずだった。しかしコンサート当日、ロブスンをリンチしようとした反共主義者が野球のバットや石でコンサートに向かう人々を襲撃し、警察が向かうまでに13名が重傷を負い、コンサートは延期された。
9月4日に再び開かれたコンサートは、本来の開催予定地に近いゴルフ場で開催された。警察のヘリコプターが上空から監視していたものの、労働組合による厳重な警備が敷かれ、コンサート自体は無事に終わった。
しかし、コンサートが終了した直後、待ち伏せしていた反共主義者や退役軍人、KKK団員が帰ろうとする人々の車を襲撃し、140名が負傷した。この襲撃に対して警察は動こうとせず、逆に会場を警備していた25名の労働組合員が警官に暴行され、逮捕された。